# Kocēni kommun
Kocēnu novads var en kommun i Lettland. Den låg i den centrala delen av landet, 100 km nordost om huvudstaden Riga. Antalet invånare var 60 111. Arean var 498 kvadratkilometer.
Vid kommunens bildande 2009 hette kommunen Valmiera kommun, men döptes om till de nuvarande namnet 2010. 2021 slogs kommunen samman med Beverīna kommun, Burtnieki kommun, Mazsalaca kommun, Naukšēni kommun, Rūjiena kommun och Strenči kommun och bildade Valmiera kommun.
Följande samhällen finns i Kocēnu novads:
- Valmiera
- Burtnieki